# Травневий хрущ східний
Хрущ травневий східний (Melolontha hippocastani) — вид жуків родини пластинчастовусих (Scarabaeidae).

## Поширення
Палеарктичний вид. Поширений у Східній та Північній Європі на схід через Сибір та північний Казахстан до північної Монголії та Маньчжурії. На відміну від свого західного побратима, який мешкає в різних середовищах, включаючи лісисті та відкриті місцевості, M. hippocastani є переважно лісовим видом, часто в тайзі.

## Опис
Травневий хрущ східний повністю коричневий, якщо дивитися зверху. Він трохи менший (від 20 до 25 мм) за хруща західного і більш червонуватий. Його віялоподібні булави вусиків трохи довші за голову (причому «віяло» у самця помітно більше).

## Спосіб життя
З'являється в травні або наприкінці квітня і починає прикорм, живлячись листям різних листяних дерев. Самиця заривається в ґрунт на глибину до 20 см і відкладає яйця порціями (приблизно по три) і повертається до відновного годування. Ембріональний розвиток триває 6-8 тижнів, личинка вилуплюється, в перший рік живиться залишками гумусу, а на зиму опускається в ґрунт на глибину до 1 метра. Навесні личинка мігрує до поверхні землі, живиться кореневою системою трав, а потім кущами та деревами, а в липні линяє. Восени йде глибше. На IV—V році заляльковується і перетворюється в імаго.